# Ovatus nipponicus
Ovatus nipponicus är en insektsart. Ovatus nipponicus ingår i släktet Ovatus och familjen långrörsbladlöss. Inga underarter finns listade i Catalogue of Life.